# Partei für Soziale Gleichheit
Partei für Soziale Gleichheit (PSG, Partij voor Sociale Gelijkwaardigheid) is een Duitse trotskistische politieke partij opgericht in 1971.

## Geschiedenis en Ideologie
De PSG is ontstaan in voorjaar 1997 uit de in 1971 opgerichte Bund Sozialistischer Arbeiter (BSA, Socialistische Arbeiders Bond) toen in het midden van de jaren negentig de andere secties van de Vierde Internationale zich omvormden tot politieke partijen om zo beter in staat te zijn zich programmatisch en organisatorisch voor te bereiden voor de gewenste sociale veranderingen.
De partij ziet zich als de Duitse afdeling van de Vierde Internationale in de traditie van Leon Trotski en is de Duitse variant van de Engelse Socialist Equality Party. De doelstelling van de partij is het verenigen van alle arbeiders van alle landen in een gemeenschappelijke partij om de economie en de maatschappij om te vormen naar socialistische idealen. Dit staat in contrast met het stalinisme dat de socialistische staatsopbouw binnen een land belangrijker vindt dan een internationale socialistische revolutie. Ze onderhoud dan ook contacten met zusterpartijen in Engeland, de Verenigde Staten van Amerika, Sri Lanka en Australië. Een Franse partij is in oprichting.
Het belangrijkste orgaan van de partij is de World Socialist Web Site (WSWS), een dagblad uitgegeven als een website in diverse talen met nieuws en analyses over een grote verscheidenheid aan onderwerpen zowel op politiek gebied als op kunst, cultuur en literatuur. De WSWS wordt beschouwd als een van de meest gelezen socialistische online publicaties.

## Verkiezingen
De PSG heeft meegedaan aan de bondsdag verkiezingen in 1998, de verkiezingen in de deelstaat Hessen in februari 1998 en aan de Europese verkiezingen in 2004. In de bondsdag verkiezingen van 2005 neemt ze ook deel in de vier deelstaten Berlijn, Saksen, Noordrijn-Westfalen en Hessen met eigen kandidaten lijsten.